# Фликскур
Фликскур (фр. Flixecourt) —  коммуна на севере Франции, регион О-де-Франс, департамент Сомма, округ Амьен, центр одноименного кантона. Расположена в 24 км к северо-западу от Амьена и в 2 км от автомагистрали А16 "Европейская", на реке Ньевр, в месте впадения ее в Сомму.
Население (2018) — 3 205 человек.

## История
Первое упоминание о Фликскуре относится к 1205 году - здесь был построен лепрозорий для прокаженных, идущих в приют Frères du Val. К началу Столетней войны деревня насчитывала уже 140 домов, но к 1548 году их осталось только 40. Рядом с нынешней церковью можно увидеть остатки разрушенного замка, упомянутого в документе 1618 года. Вплоть до Великой Французской революции замок и поселение принадлежали семейству Крокуазон.
Жизнь деревни и всего региона изменилась после открытия нового натурального волокна - джута. В 1840 году братья Сен открыли во Фликсукуре ткацкую фабрику, для работы на которой привлекли местных жителей, а также специально перевезенных шотландских ткачей. К началу Первой мировой войны фабрика была процветающим предприятием, на ней работало до 14 тысяч человек. Семья Сен заботилась о растущем населении города - строились новые дома, были проведены водопровод и электричество, социальные учреждения. После войны на фабрике начались проблемы, но она сохраняла конкурентоспособность до 1952 года, когда из-за расширения производства полимеров спрос на её продукцию резко упал. В последующие годы она неоднократно меняла хозяев и профиль деятельности, но оставалась убыточной до 2004 года, когда её выкупила компания DEFIAL и открыла производство мясных полуфабрикатов.

## Достопримечательности
- Шато Ла-Навет 80-х годов XIX века в центре города с красивым парком, открытым для посещения
- Шато Фликскур (шато Эс) XIX века в стиле неоклассика
- Шато Блан
- Шато Руж XIX века
- Церковь Святого Леже XIX века, реконструированная в 1940 году
- Ветряная мельница Базиль XVIII века

## Экономика
Структура занятости населения:
- сельское хозяйство — 0,0 %
- промышленность — 20,6 %
- строительство — 8,2 %
- торговля, транспорт и сфера услуг — 38,4 %
- государственные и муниципальные службы — 32,8 %

Уровень безработицы (2017) — 18,9 % (Франция в целом — 13,4 %, департамент Сомма — 15,9 %). 

Среднегодовой доход на 1 человека, евро (2018) — 18 200 (Франция в целом — 21 730, департамент Сомма — 20 320).

## Демография
Динамика численности населения, чел. 

## Администрация
Пост мэра Фликскура с 2016 года возглавляет коммунист Патрик Гайяр (Patrick Gaillard). На муниципальных выборах 2020 года возглавляемый им левый список был единственным.
| Период | Период | Фамилия      | Партия                  | Примечания                                                               |
| ------ | ------ | ------------ | ----------------------- | ------------------------------------------------------------------------ |
| 1965   | 1989   | Роже Годар   | Коммунистическая партия | учитель                                                                  |
| 1989   | 2016   | Рене Лоньон  | Коммунистическая партия | государственный служащий, член Генерального совета и Совета департамента |
| 2016   |        | Патрик Гайяр | Коммунистическая партия | работник INSEE                                                           |

## Города-побратимы
- Пюиоо (Франция)

## Галерея

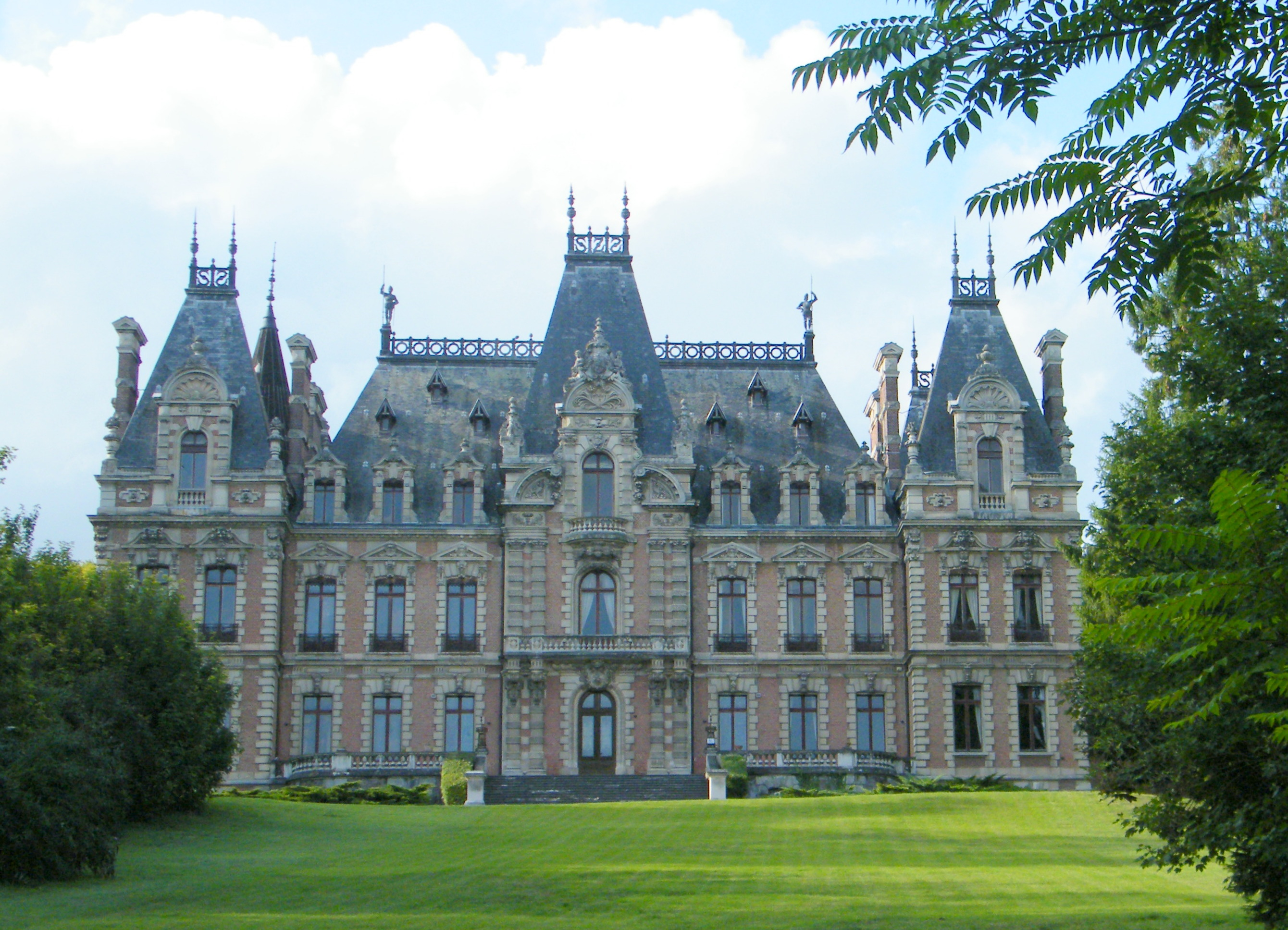
Шато Ла-Навет
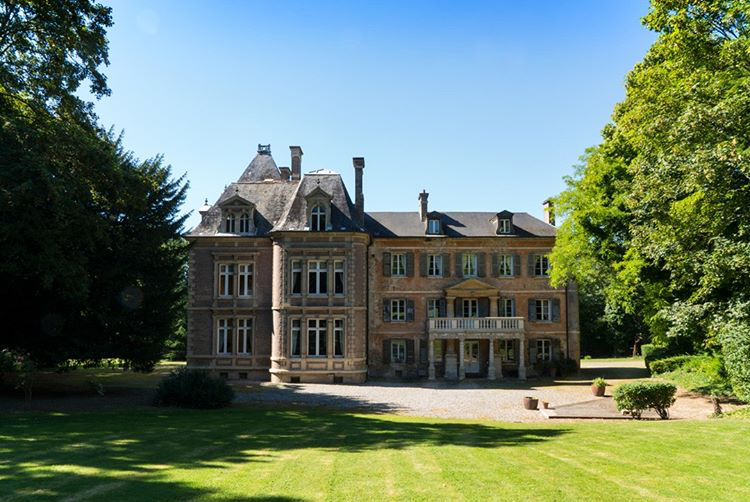
Шато Фликскур
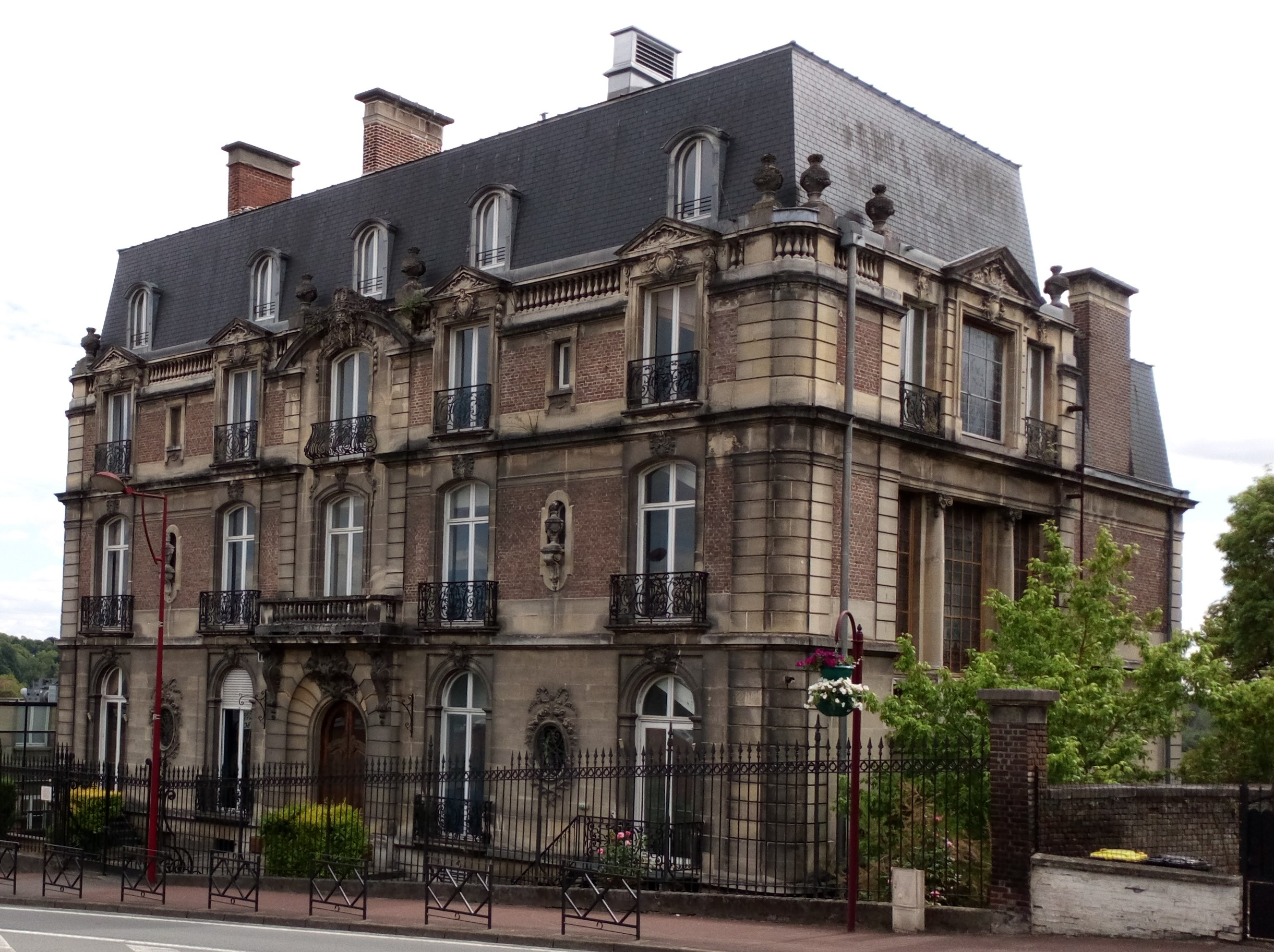
Шато Блан
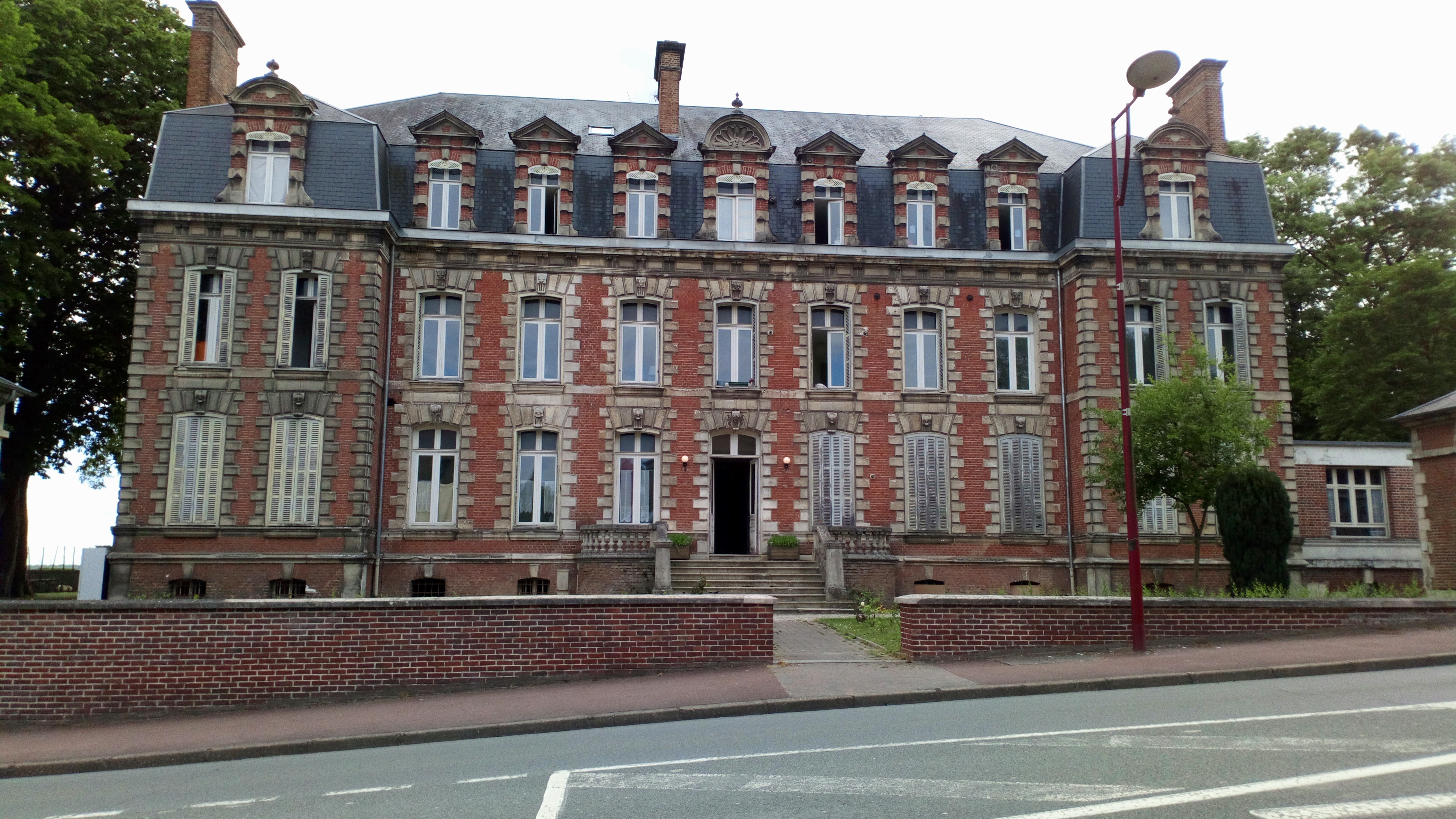
Шато Руж
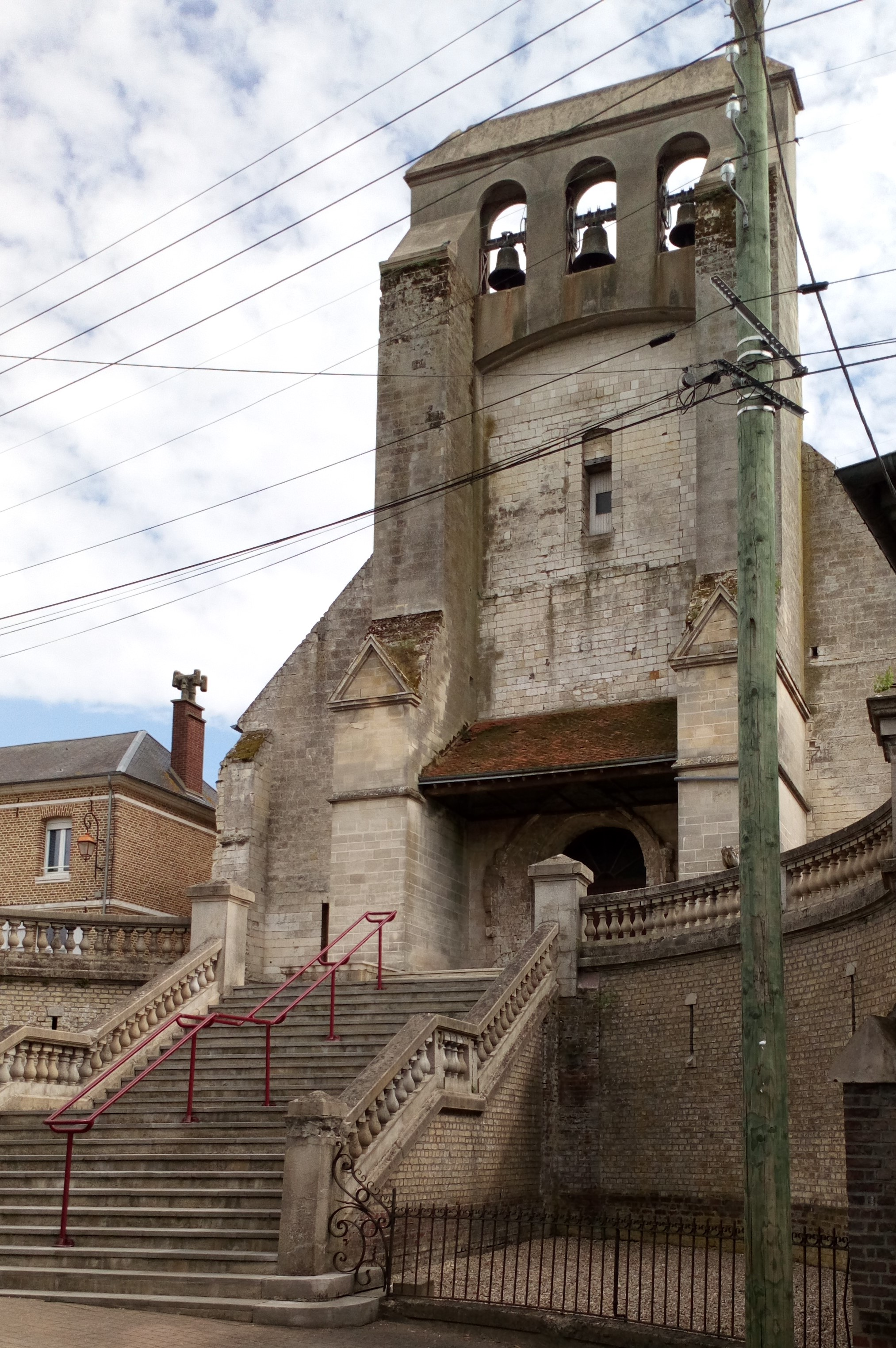
Церковь Святого Леже
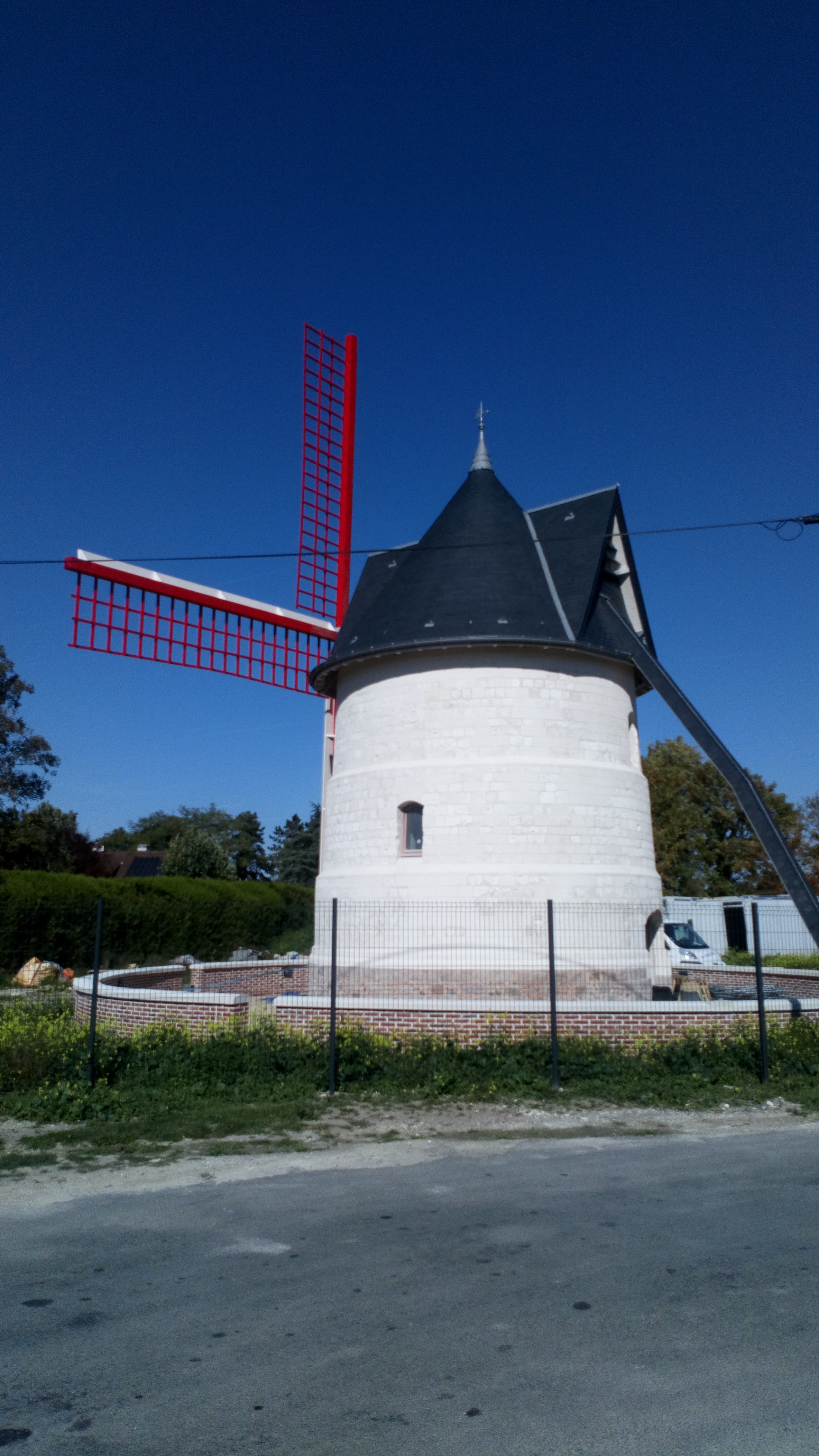
Мельница Базиль